# Liste des accidents ferroviaires en France dans les années 1870
La liste des accidents ferroviaires en France dans les années 1870, est une liste non exhaustive, chronologique par années.

## 1870
- 19 mars 1870 - Vers 12 heures 30, sur la ligne du Mans à Mézidon, entre les gares de Fresnay-sur-Sarthe et de la Hutte-Coulombiers, un train mixte marchandises/voyageurs Le Mans-Caen déraille par suite de l'explosion de sa locomotive. Le mécanicien est tué, le chauffeur et un conducteur[1] sont grièvement blessés. Les voyageurs sont indemnes[2].
- 28 avril 1870 - Sur la ligne de Châlons-sur Marne à Reims, près de La Veuve (Marne), un omnibus déraille à 5 heures 20. Le mécanicien et le chef de train sont tués, un seul voyageur est blessé[3].
- 27 mai 1870 - Entre Saint-Sulpice-Laurière et Poitiers, à 9 h 30, au lieudit Mauroc, quelques kilomètres avant Poitiers, la rupture de l'essieu d'un wagon de charbon dans un train mixte marchandises/voyageurs Limoges-Poitiers provoque la chute d'une partie du convoi 25 mètres en contrebas, dans la vallée du Clain. On dénombrera 3 morts et 10 blessés[4].Accident de chemin de fer, à Saint-Benoît, près de Poitiers, le 27 mai 1870.[5]

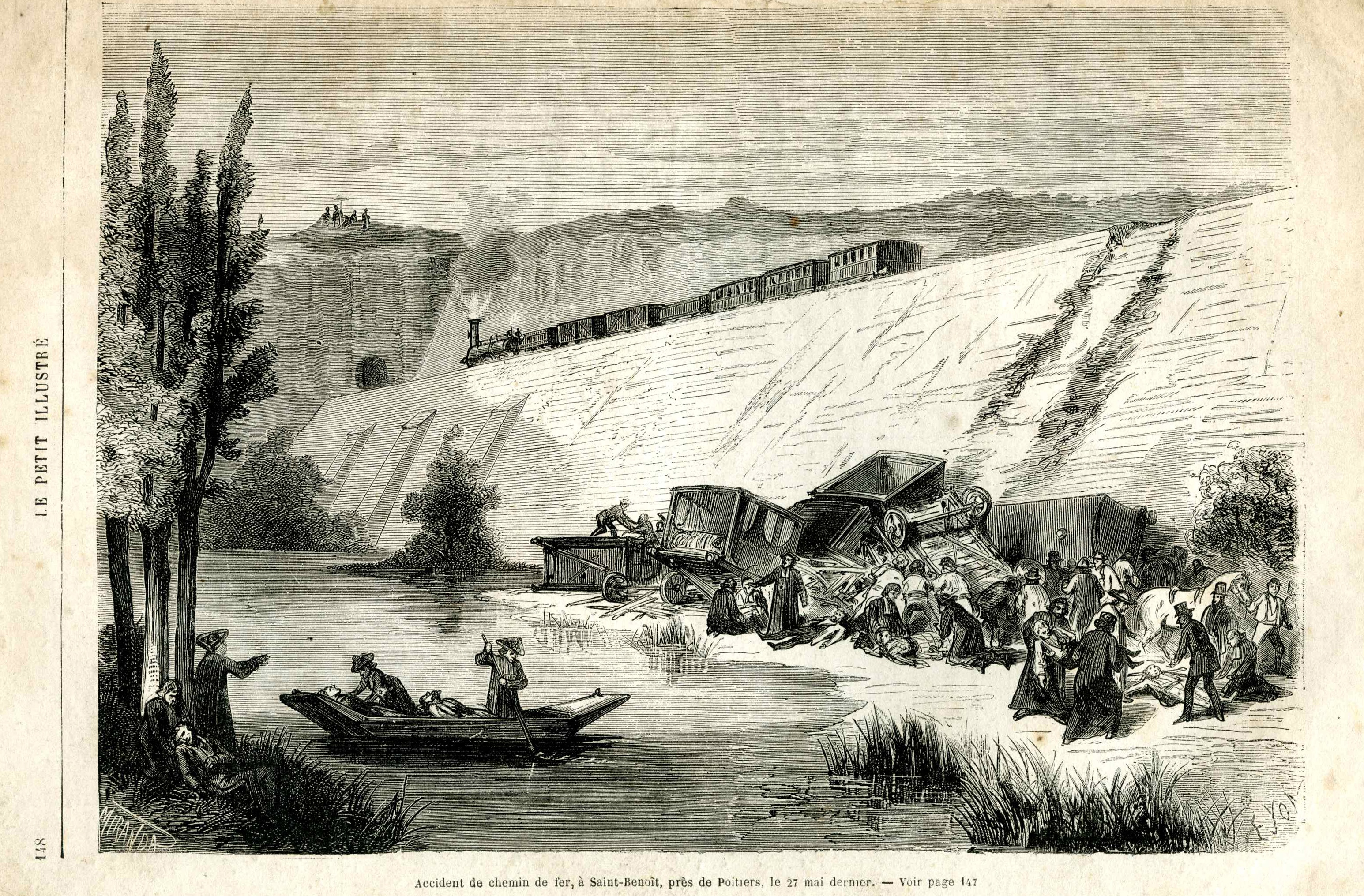
Accident de chemin de fer, à Saint-Benoît, près de Poitiers, le 27 mai 1870.

- 25 juillet 1870 - Sur la ligne Paris-Strasbourg, deux trains de marchandises vides se télescopent à 500 mètres de la gare de Nançois. On dénombrera quatre victimes : le chauffeur de la machine tamponneuse, tué, et trois blessés. Le déblaiement sera effectué très rapidement par la Troupe, compte tenu de l'importance stratégique de la ligne en ce début de la guerre[6].
- 18 septembre 1870 - Sur la ligne de Montluçon à Saint-Sulpice-Laurière, peu après Guéret, entre les gares de La Brionne et de Montaigut-le-Blanc, vers 16 heures 30, un train mixte pour Limoges déraille à proximité d'un pont sur la Gartempe. Les wagons de marchandises restent sur le ballast, mais les voitures de voyageurs dévalent le remblai. L'accident fera deux morts, un blessé grave et quelques blessés légers[7].

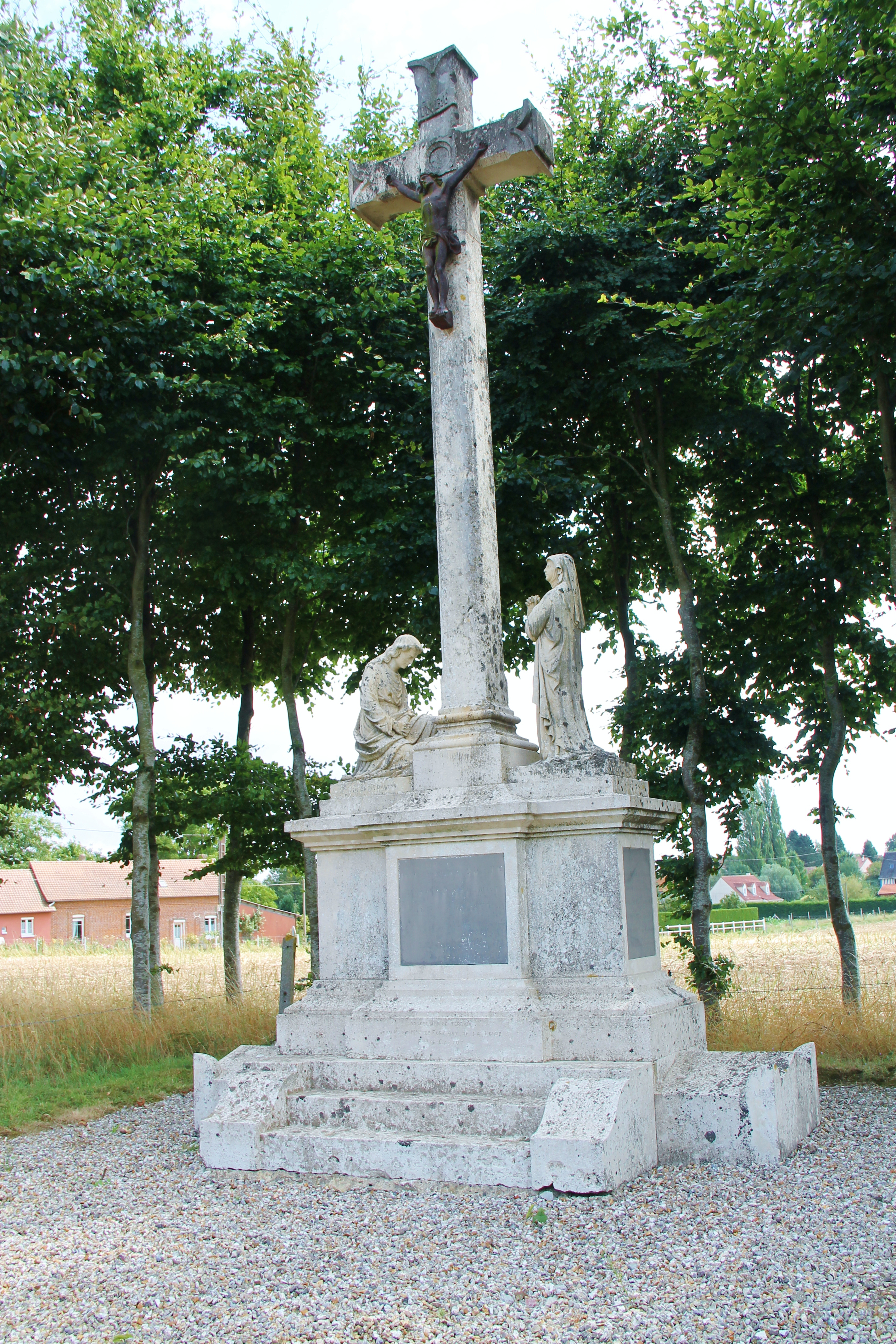
Monument aux soldats victimes de l'accident du 4 octobre 1870.

- 4 octobre 1870 - Peu après minuit, sur la ligne de Montérolier-Buchy à Motteville, en pleine débâcle militaire, un train transportant une compagnie du 20e bataillon de chasseurs à pied se repliant vers la Loire est aiguillé sur une voie de garage en gare de Critot, et s'écrase contre un talus. Dans le choc, quatorze hommes sont tués, et une centaine sont blessés. La censure occultera l'accident[8], mais sur souscription ouverte par la commune[9] un monument commémoratif est érigé sur les lieux vingt ans plus tard[10].

## 1871
- 1er janvier 1871 - Saint-Sornin : Un déraillement du train Montluçon- Moulins cause la mort de onze soldats originaires de toute la France. La presse nationale, titrant exclusivement sur la guerre franco-allemande et le siège de Paris, ne s'en fera pas l'écho, mais sur les lieux, une stèle commémorative en témoigne[11].
- 6 janvier 1871 - À Bassens dans le département de la Gironde (Gironde), un accident survient sur le réseau de la Compagnie du chemin de fer de Paris à Orléans, dans la nuit du 6 au 7 janvier 1871. Au moins quatre victimes :

1. Edouard SEGUY, marchand mercier, 31 ans, né à Brive (Corrèze) et domicilié à Tulle (Corrèze), décédé le 7 janvier à 2 heures du matin au lieu de Grillou, commune de Bassens, chez Monsieur Gustave de Baretault, où il avait été transporté. (Sources : Archives départementales de la Corrèze, Registres des décès de Tulle, année 1871, acte n°77, Consulter)
2. Louis CHALUT, mécanicien graisseur à la Compagnie de Chemin de Fer d'Orléans, de Coutras (Gironde), 32 ans, tué sur la voie ferrée par suite de l'accident[12]
3. DUPOUY LAUGA Amédée Arthur, horloger à Niort, 27 ans, tué sur la voie ferrée par suite de l'accident
4. DURQUET Jean, soldat au 77ème de ligne, de Bayonne, 21 ans, décédé le 9 janvier des suites de ses blessures

- 5 février 1871 - Sur la ligne Marseille-Nice, le train mixte no 481 est parti  à 7 h 47 de Marseille pour Toulon. Sur ordre des autorités militaires, à ses 11 voitures de voyageurs bondées et 9 wagons de marchandises diverses, ont été ajoutés en queue quatre wagons chargés de 20 tonnes de poudre de guerre expédiées de Bordeaux à l'arsenal de Toulon. Après qu'il eut passé la gare de Bandol, trois kilomètres environ avant celle de Saint-Nazaire (aujourd'hui Ollioules-Sanary), une très forte explosion se produit, faisant au moins 80 tués et plus de 200 blessés, parmi lesquels le ministre des colonies des Pays-Bas, Engelbertus de Waal. Malgré son ampleur, la catastrophe ne donnera lieu qu'à un très bref communiqué du préfet maritime de Toulon aux journaux nationaux, soumis à la censure en cette période troublée où malgré un armistice partiel (28/1/1871), les troupes françaises de l'Est continuent à subir de lourds revers contre les Prussiens[13]. Le Constitutionnel, reprenant des sources locales, parviendra cependant quelques jours plus tard à publier des détails sur l'accident et même une liste nominative des victimes identifiées[14]. La Cour d'appel d'Aix-en-Provence rendra le 6 juillet 1871 un arrêt de non-lieu excluant toute action pénale eu égard aux circonstances exceptionnelles[15], mais n'en admettra pas moins le 6 mai 1872 la responsabilité civile du PLM à l'égard des victimes. La compagnie tentant d'obtenir que l'État la garantisse à raison des fautes commises par l'administration militaire, le 25 janvier 1873[16], le Tribunal des Conflits déclarera les juridictions de droit commun incompétentes pour statuer sur cette question. Elle saisira alors le Conseil d'État, qui jugera dans un arrêt du 17 décembre 1875[17] que les fautes commises lors du chargement des poudres engagent la responsabilité de l'État pour les 2/3 des dommages causés, la compagnie devant supporter le 1/3 restant à raison de son défaut de précaution.
- 26 février 1871 – Vers 18 heures 15, sur la ligne de Rennes à Redon, entre les gares de Beslé et de Fougeray-Langon, collision frontale entre un train de voyageurs venant de Rennes, et un train venant de Nantes, transportant des soldats et leurs chevaux. C'est dans ce convoi que seront dénombrés les neuf morts causés par l'accident[18].
- 8 mars 1871 Sur le réseau de la Compagnie de l'Ouest, vers 19 heures, un train rapatriant en Allemagne des soldats prussiens malades ou blessés est à l'arrêt avant l'entrée de la gare de Puteaux. Un train de marchandises qui le suivait le percute et écrase dix-neuf de ses trente-deux wagons. La collision fait un grand nombre de victimes, mais compte tenu du contexte, donne lieu à un simple communiqué administratif indiquant qu'«il y a eu à regretter de graves accidents»[19]. Les chiffres de vingt morts et plus de cent blessés seront cependant avancés[20].
- 2 juillet 1871 – À 5 h 30, 300 mètres avant la petite gare de Pontmort (hameau de la commune de Cellule en Auvergne), déraillement du train-poste 715, Saint-Germain des Fossés-Clermont-Ferrand. Une voiture de première classe escalade le fourgon, et est elle-même écrasée par un des wagons-poste. C'est là que l'on trouvera les victimes, 6 morts, une douzaine de blessés originaires d'Auvergne, et plus spécialement des régions d'Issoire, Riom et Clermont. L'accident a sans doute été causé par un écartement des rails dû au mauvais état de la voie. Récit de Victor Belin alors enfant : « L'heure du passage de l'express approchant - et pour un habitant de Saint-Myon lorsqu'il est encore un enfant, voir passer l'express est un événement ! - mon père arrêta un instant son attelage. Comme le train approchait, je le vis brusquement s'arrêter et les wagons comme monter en l'air pour s'écraser les uns sur les autres »[21]. Un an plus tard, deux cadres de la compagnie du PLM renvoyés devant le Tribunal correctionnel de Riom pour avoir maintenu la circulation normale des trains sur une voie notoirement détériorée seront relaxés des poursuites[22].
- 3 septembre 1871 - Sur la ligne Paris-Lille, vers 22 heures 25, à la suite d'une erreur de signalisation, l'express venant de Paris prend en écharpe à pleine vitesse en gare de Seclin un train omnibus manœuvrant pour lui laisser le passage. Le choc éventre la locomotive du train tamponneur et broie trois voitures du train tamponné, dans lesquelles on dénombrera neuf morts, la plupart ébouillantés par la vapeur s'échappant de la machine, et soixante-quinze blessés [23], dont vingt-trois succomberont à leurs brûlures les jours suivants[24]. En décembre, le Tribunal correctionnel de Lille condamnera l'homme d'équipe chargé des signaux et le chef de gare respectivement à six et trois mois de prison et chacun à 300 francs d'amende[25].
- 16 septembre 1871 - Vers 8 heures 30, sur le réseau du PLM, un train Marseille-Paris déraille à Champigny, entre Sens et Montereau, près de la gare de Pont-sur-Yonne. L'accident, qui fait 11 morts et 32 blessés, est dû à une rupture d'essieu sur un wagon chargé de charbon intercalé illégalement entre deux voitures de voyageurs[26]. Saisi par onze des victimes ou leurs familles d'une action civile contre le PLM, le tribunal leur octroiera des indemnités allant de 12 000 à 60 000 francs[27] Le directeur de l'exploitation de la compagnie, poursuivi pénalement, sera condamné en première instance, mais acquitté par la cour d'appel de Paris le 18 mai 1872, alors que le contrôleur de l'État à l'origine des poursuites sera muté[28].
- 27 septembre 1871 - À 23 heures, entre Monaco et Nice, à proximité de la Gare d'Èze, dans une tranchée suivant un tunnel, la chute sur les voies d'un bloc de rocher fait dérailler le train Menton-Nice. Deux voyageurs sont tués, quelques autres blessés[29].
- 4 octobre 1871 - Sur la ligne Paris-Belfort, vers midi, peu avant la gare de Troyes, sous le pont des Marots, collision entre le train de voyageurs Paris-Chaumont et une machine quittant le dépôt malgré un signal d'arrêt. On compte un mort (le mécanicien de la machine haut-le-pied) et 8 blessés[30].

## 1872
- 24 janvier 1872 - À 18 heures, sur la ligne Marseille-Vintimille, près d'Antibes, le viaduc à quatre arches enjambant la plaine de la Brague, miné par des inondations, s'effondre au passage d'un train omnibus parti de Menton pour Grasse. On dénombrera six morts et une douzaine de blessés[31].
- 24 janvier 1872 - Un train de voyageurs déraille entre Niort et Poitiers par suite d'un acte de malveillance (rail enlevé). Le chauffeur est tué, le mécanicien et plusieurs voyageurs sont blessés[32].
- 16 juin 1872 - À l'approche de la gare de Cherbourg, le train arrivant de Paris à 7 heures 15 déraille par suite de la rupture d'un bandage de la locomotive. Bilan 1 mort (le conducteur[1] du train), et 6 blessés[33].
- 22 juin 1872 - Sur la ligne Orléans-Paris, près d'Angerville (Essonne), à 3 heures 30, la chaudière de la locomotive du train-poste venant de La Rochelle et Nantes explose. Trois voyageurs sont blessés dans le déraillement qui s'ensuit, le chauffeur est tué sur le coup, le mécanicien décèdera le lendemain[34].
- 20 juillet 1872 - Sur le réseau de l'Alsace-Lorraine, à 11 heures, le train-poste Mulhouse-Paris déraille sur le viaduc de Dannemarie. La locomotive et le tender sont précipités dans le vide, le reste du convoi demeure sur le viaduc. Le mécanicien et son chauffeur sont tués[35].

## 1873
- 13 janvier 1873 - En gare de Marquise (Pas-de-Calais), l'express Boulogne-Paris déraille à 2 heures 10 sur un aiguillage. Trois voitures sont détruites. On compte deux morts et quelques blessés[36].
- 22 janvier 1873 - Entre Autun et Étang-sur-Arroux, vers 13 heures, le train parti d'Autun déraille près de la gare de Brion-Laisy. Le mécanicien est tué, le chauffeur blessé[37].
- 22 juillet 1873 - Sur le tronçon en construction entre Chinon et Bressuire de la ligne des Sables-d'Olonne à Tours, près de Chinon, vers 20 heures, un train de ballast percute un train d'ouvriers rentrant d'un chantier. La collision fait deux morts et une vingtaine de blessés. Présent lors de l'accident, un ingénieur responsable des travaux se suicidera à son retour chez lui[38].

## 1874
- 4 avril 1874 - À 22 heures 45, quelques kilomètres avant son arrivée à Dijon, à Perrigny, le train express-poste Marseille-Lyon-Paris heurte un train de marchandises en panne de machine. La collision fait deux morts, le conducteur[1] arrière du convoi percuté et Édouard de Billy, voyageur de la première voiture de l'express[39]. Le mécanicien, le chauffeur, le conducteur-chef et six postiers du train tamponneur sont blessés[40].
- 21 octobre 1874 - Sur la ligne de Béziers à Neussargues, vers neuf heures, entre les gares de Magalas et d'Espondeilhan, un train de voyageurs tamponne un train de marchandises déraillé. Un mécanicien est tué, un garde-frein est blessé, une dizaine de voyageurs sont contusionnés[41].
- 27 novembre 1874 - Au matin, sur la ligne d'Alès à Nîmes, dans le brouillard, six ouvriers d'un chantier sont percutés lors du croisement de deux trains. Deux sont tués, quatre blessés[42].

## 1875
- 3 juillet 1875 - Le train-poste Paris-Belfort déraille à 3 heures 30 dans la Haute-Marne près de Maizières-sur-Amance, peu après la gare de Charmoy-Fayl-Billot. Une voiture se couche et est trainée sur 800 mètres. Une Anglaise et sa fille occupant un de ses compartiments sont tuées, un autre passager est blessé[43]. La Compagnie de l'Est publiera un communiqué indiquant que les deux voyageuses se sont tuées en sautant en marche[44].
- 16 novembre 1875 - Peu avant La Rochelle, sur la ligne de La-Roche-sur-Yon à La Rochelle de la Compagnie des chemins de fer des Charentes, vers 20 heures, un train venant de La Roche-sur-Yon percute un wagon vide laissé en stationnement en gare de Dompierre-sur-Mer mais poussé par le vent sur la voie principale. La locomotive déraille et se couche et son chauffeur est tué, écrasé contre le tender. Le mécanicien est blessé, mais les voyageurs sont indemnes[45].
- 29 novembre 1875 - Sur la ligne Toulouse-Narbonne, à Carcassonne, l'aiguilleur de service s'étant endormi, un train de marchandises pour Sète est dirigé par erreur sur une voie de garage. La locomotive dévale un remblai de 8 mètres et se couche. Le chauffeur et le mécanicien, gravement brûlés par la vapeur, décèdent peu après[46]. Le 10 décembre 1875, le tribunal correctionnel de Carcassonne condamnera l'aiguilleur à quatre mois de prison[47]
- 1er décembre 1875 - En gare de Mireval, près de Montpellier, à 4 heures 30, le train de voyageurs Montpellier-Sète déraille. L'accident fait un mort et quelques blessés parmi les voyageurs[46].

## 1876
- 7 juin 1876 - Sur la ligne du Teil à Alès, ouverte un mois plus tôt, un lourd train de marchandises de 40 wagons chargés de rails et de charbon s'emballe dans la descente allant d'Aubignas au Teil, malgré les efforts désespérés de son mécanicien et de ses quinze serre-freins. Il déraille dans une courbe en arrivant dans les faubourgs du Teil. De la locomotive et des wagons renversés et écrasés on tirera cinq morts et quatre blessés graves[48].
- 13 juin 1876 - Entre Alès et Nîmes, le matin, un train de marchandises déraille par suite de la rupture d'un essieu. On compte un mort et un blessé[49].
- 2 novembre 1876 - Sur la ligne Belfort-Mulhouse, à l'entrée en gare de Petit-Croix, devenue gare frontière depuis l'annexion par l'Allemagne du département du Haut-Rhin après la défaite de 1871, vers 19 heures, le train-poste Bâle-Paris percute une machine de manœuvre par suite d'une erreur d'aiguillage. Deux voitures de 1re classe sont détruites. La collision fera un mort et une dizaine de blessés[50]. Deux mois plus tard, le tribunal correctionnel de Belfort condamnera seulement l'aiguilleur responsable à une amende de 25 francs en motivant expressément son indulgence par la surcharge de travail imposée à cet employé par ailleurs bien noté[51].
- 4 décembre 1876 - Au matin, sur la ligne d'Arras à Doullens, entre Mondicourt et l'Arbret (Pas-de-Calais), la machine et le premier fourgon d'un train de voyageurs déraillent en passant sur un rail cassé de longue date mais non réparé. Le contrôleur et le conducteur[1] du train sont tués. Les voyageurs sont indemnes[52].
- 17 décembre 1876 - Sur la voie unique longeant le lac du Bourget, vers 18 heures 30, un train spécial mis en marche par le PLM pour emmener de Culoz à Modane les voyageurs retardés par un accident de chemin de fer survenu la veille à Montereau[53] heurte de front un train venant en sens contraire, entre Chindrieux et Aix-les-Bains. Dix voitures sont écrasées. On dénombrera 7 morts et 14 blessés[54]. Le 18 février 1877, le tribunal correctionnel de Chambéry déclarera le chef de gare de Châtillon coupable d'homicide par imprudence pour non-respect des réglementations et inattention, et le condamnera à trois ans de prison[55].

## 1877
- 5 mars 1877 - Sur le réseau de la Compagnie des chemins de fer de l'Est, vers 20 heures 20, des wagons d'un train de marchandises en cours de coupure en gare de Gagny sont aiguillés par erreur sur la voie principale alors qu'arrive un express venant de Paris dont la locomotive les broie et déraille. Les premières voitures de l'express s'écrasent contre l'obstacle. On dénombrera quatre morts et seize blessés. Huit mois plus tard, le Tribunal correctionnel de la Seine déclarera responsables l'aiguilleur et un autre agent de la gare et les condamnera respectivement à six mois et quinze jours de prison[56].

## 1878
- 12 juillet 1878 - À 18 h, sur le réseau de la Compagnie des chemins de fer de l'Ouest, le train parti le matin de Paris-Saint-Lazare pour Saint-Malo déraille entre Vitré et Chateaubourg (Ille-et-Vilaine). Le chauffeur et le conducteur[1] du train sont tués, ainsi que 6 des 25 voyageurs. On comptera également 12 blessés[57].
- 24 septembre 1878 - Vers 3 heures, par suite d'une rupture de bandage, les 5 dernières voitures du train Paris-Strasbourg déraillent à Aingeray (Meurthe-et-Moselle). Deux sont broyées après avoir heurté un ponceau. On comptera deux morts et 9 blessés[58].

## 1879
- 9 février 1879 - Sur la ligne de Creil à Jeumont, près de la gare de Thourotte (Oise), vers 23 heures, une équipe d'ouvriers venant de procéder au relevage d'une locomotive déraillée est surprise par l'arrivée d'un train se dirigeant vers Compiègne avec un retard de deux heures. On dénombrera quatre morts et deux blessés graves[59].
- 20 février 1879 - Sur la ligne de chemin de fer d'Epinal à Mirecourt, de nuit, près de la gare de Dompaire, un train de marchandises déraille. Trois cheminots sont tués, un autre est grièvement blessé[60].
- 24 juin 1879 - Vers 19 heures, sur la ligne Lille-Thionville, un train de voyageurs Longuyon-Charleville déraille peu après son départ, près de Villette. Le chauffeur est tué, le mécanicien et 4 voyageurs sont blessés[61].
- 6 juillet 1879 - Sur la ligne Beauvais-Abancourt, un train de voyageurs venant d'Amiens déraille vers 13 heures, peu avant Beauvais, à proximité de la gare de Oudeuil par suite d'une rupture d'essieu sur la locomotive. Le mécanicien est tué, le chauffeur et le chef de train sont grièvement blessés, un seul des 60 voyageurs est contusionné[62].
- 4 août 1879 - Vers 2 heures, sur la ligne Nancy-Vézelise, à Xeuilley, un train spécial assurant les retours des fêtes de Nancy est aiguillé sur une voie desservant d'anciens fours à chaux. Cinq personnes sont tuées sur le coup, et sept autres succomberont par la suite. L'enquête révèlera que deux anciens employés licenciés avaient saboté l'aiguillage[63].
- 15 août 1879 - Sur la ligne d'Argentan à Granville, vers 6 heures 30, la collision d'un train de voyageurs avec un train de marchandises entre les gares de Flers et de Montsecret-Vassy fait treize morts et trente six blessés[64]. Le 13 septembre 1879, le sous-chef de gare de Flers est condamné à deux ans de prison et trois cents francs d'amende pour n'avoir pas retenu le train de voyageurs[65].
- 5 décembre 1879 - Sur la ligne Paris-Strasbourg, peu avant la gare de Bondy, deux trains de voyageurs venant d'Avricourt bloqués dans 70 cm de neige ont été accouplés en un seul convoi pour franchir l'obstacle lorsqu'ils sont percutés par un troisième, qui en défonce les dernières voitures. L'accident fait un mort, cinq blessés graves et quatre blessés légers[66]. Deux mois plus tard, le tribunal correctionnel de Paris condamnera le chef de gare et un employé respectivement à 8 et 15 jours de prison et 100 francs d'amende pour manquement à leur obligation de couvrir le convoi à l'arrêt[67].